# Mohammed Al Ameen-moskee
De Mohammad Al-Amin-moskee, ook wel de Bahwan-moskee genoemd naar zijn particuliere financiers, bevindt zich in Bausher, in het noorden van Oman. Het werd ingehuldigd in 2014.

## Bouw
De Mohammed Al Ameen-moskee is een met marmer bekleed wonder gelegen langs de Southern Expressway, op een hoogte van 62,5 meter boven de zeespiegel in Oman. De bouw van de moskee begon in het jaar 2008 en werd voltooid in 2014. De bouwactiviteit bracht ontwerpers, materialen, technologieën, kunstenaars en leveranciers uit Iran, Italië, Duitsland, Oostenrijk, India en het Verenigd Koninkrijk samen. Het rust op een oppervlakte van 20.300 m². De belangrijkste gebedsruimte is 1616 m² groot. en biedt plaats aan 2.100 personen. De Kroonluchters – Hoofdgebedshal is 11 meter hoog en de Damesgebedshal is 4,5 meter hoog en is afgewerkt met 24-karaats goud en Swarovski-kristallen. De moskee heeft in totaal 3000 m² aan handgesneden kunstwerken in steen in de vorm van islamitische patronen en kalligrafie.
De binnenruimtes hebben een eigentijdse Omaanse stijl met rijk houtsnijwerk dat wit marmer accentueert.